# Fernando Casado (Sänger)
Fernando Arturo Casado Linares (* 4. März 1940 in San José de Ocoa) ist ein dominikanischer Sänger, Schauspieler und Entertainer.
Casado nahm Gesangsunterricht bei Charles Guild, mit dem er auch seine ersten Rundfunkauftritte hatte. Er arbeitete dann als Rundfunksprecher bei HIN, HIG und HIZ und Nachrichtensprecher bei WBNX und wurde Programmkoordinator bei Voz Dominicana und Direktor der Sender Radio Antillas und Radio Cristal. Bei Voz Dominicana, Canal 7 und Tele Antillas hatte er eine eigene Show, und er initiierte das Programm  Fiesta en Tele Antillas.
Beim Festival OTI de la canción in Spanien vertrat er die Dominikanische Republik 1972 mit dem Song Siempre habrá una sonrisa en la luna und 1977 mit dem Song Al nacer cada enero. Er trat in der Carnegie Hall auf und war Gast in Programmen wie Don Francisco (in Santiago de Chile), Trescientos Millones (in Madrid) und der Sendung Siempre en Domingo, die von Raúl Velasco gefilmt und in Mexiko ausgestrahlt wurde. Casodo wurde 1990 Ehrenbürger von Santo Domingo und wurde 2009 in die Reserva Musical del País aufgenommen.